# Renault 4
Renault 4, även känd som 4L (uttalat "Quatrelle"), är en framhjulsdriven bilmodell från Renault som presenterades 1961 och byggdes efter mottot: 4 dörrar, 4 platser, 4 hjul och 4 skatte-hästkrafter. Renault 4 tillverkades i drygt 8,5 miljoner exemplar fram till 1994. De två sista åren skedde produktionen i Slovenien efter att R4:an ersattes av Renault Twingo i Frankrike.
Renault 4 var svaret från den franska biltillverkaren på konkurrenten Citroën 2CV från 1948.
Utvecklingen av den nya småbil som skulle ersätta efterkrigssuccén Renault 4CV inleddes 1956 och att den skulle bli en utmanare till Citroëns 2CV var klart från början. Bilen som internt fick beteckningen 112 skulle som 2CV vara framhjulsdriven men i övrigt inte fullt så asketisk i utförandet. Motor och växellåda hämtades från 4CV vilket innebar en vattenkyld radfyra monterad på längden med en treväxlad låda fäst framför.
Det var Renaults första framhjulsdrivna personbil och till skillnad från 4CV var karossen inte självbärande utan fastbultad på en bottenplatta. Samma plattform skulle senare användas på Renault 6 och en massa specialvarianter, både från Renault och externa bilbyggare.
Den officiella debuten skedde på 1961 års bilsalong i Paris som ägde rum i oktober och jämfört med en Citroën 2CV såg den lilla bilen ganska normal ut, även om proportionerna var desamma.
Modellen fanns redan från början i flera varianter. Den billigaste hette Renault R3 och hade en motor på endast 603 kubik och 23 SAE-hästar, var extremt enkelt i utförandet och saknade den tredje sidorutan. Den försvann redan 1962 ur programmet. R4 med 747-kubiksmotor och 27,6 hk SAE var lite mer påkostad och R4L bjöd på ytterligare flärd. Toppmodellen Super hade nedskjutbar ruta i bakluckan, lite mer krom och hela 32 hk stark motor.
Försäljningen i hemlandet tog fart direkt och redan 1963 passerade Renault 4 2CV i säljstatistiken. Efter ytterligare tre år senare hade en miljon exemplar byggts. Trots att den något modernare Renault 5 introducerats, fortsatte Renault 4 att ha sin trogna kundkrets. En av anledningarna kan ha varit att den trots sina små yttermått hade relativt goda utrymmen, på grund av den höga takhöjden. Den praktiska 5-dörrarskarossen gjorde också sitt till.
Nya versioner tillkom, bland annat den eleganta Parisienne, den tuffa Safari och den specialbyggda helt öppna Plein Air. Modellen detaljförändrades en del genom åren, men i stort sett var det samma bil som tillverkades i mer än 30 år och i över åtta miljoner exemplar, inte förrän 1992 upphörde produktionen i Frankrike. Då var Renault 4 inte längre någon billig bil att tillverka, sammansättningen var tidskrävande och krävde mycket manuellt arbete.
När de första R4:orna anlände till Sverige på senhösten 1961 marknadsfördes de på traditionellt sätt med klassiska reklamargument. Det pratades om ekonomi, utrymmen och komfort till stilfulla tecknade bilder. Försäljningen var de första åren blygsam, 1962 köpte 629 svenskar en R4, året därpå hade siffran stigit till 1099.

## "Skrytbilen"

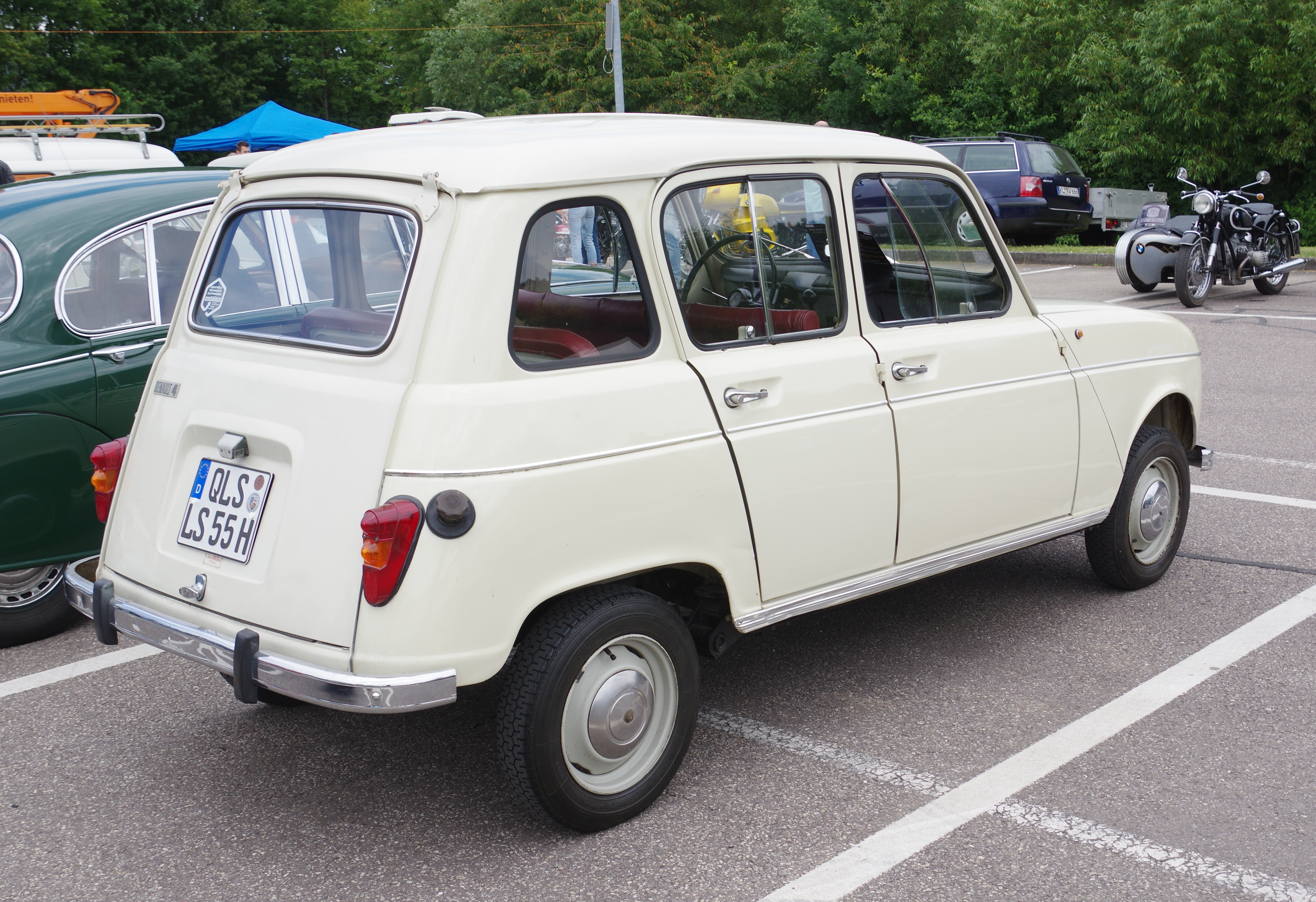

År 1964 fick Stig Arbmans Annonsbyrå uppdraget att marknadsföra Renault 4. De beslutade sig för att använda samma grepp som Volkswagen och deras byrå DDB gjort i USA några år tidigare – att lansera Renault 4 som ”antibil”. Genom att i annonserna och utan omsvep fastställa att det var fråga om en liten, långsam, primitiv och ganska ful bil skrev Arbmans med kreatörerna Leon Nordin och Alf Mork i spetsen svensk reklamhistoria. 
Idén var att genom ärlighet vinna kundernas förtroende och sedan kunna framhålla de fördelar som faktiskt fanns och vända det som enligt gängse normer uppfattades som nackdelar som ytterligare argument att slå till. Reklam hade tidigare mest bestått av enkla tillrop slogans och överdrifter, här var tilltalet ett helt annat. ”Om Ni köper bil på utseendet kan ni sluta läsa här.” … ”Inte vacker. Inte snabb. Men ett praktiskt och billigt transportmedel för Er som vågar se förnuftigt på bilköpet.” Rubriken på den första tidningsannonsen lydde ”Skrytbil?” och bilden föreställde en R4-ägare, nöjt poserande vid sin bil.
Arbmans plockade skickligt upp strömningar i samhället som vände sig mot statustänkandet och gjorde det lite fint att köra billig bil. I annonseringen som fick pågå i samma stil i tio år lyftes olika typer av ägare fram: friherrar, fotografer, lantbrukare, brevbärare, hantverkare och hemmafruar. Alla kunde köra R4 utan att skämmas.
Genomslaget blev enormt, försäljningen mångdubblades på några år och 1968 såldes 4 552 R4 i Sverige.

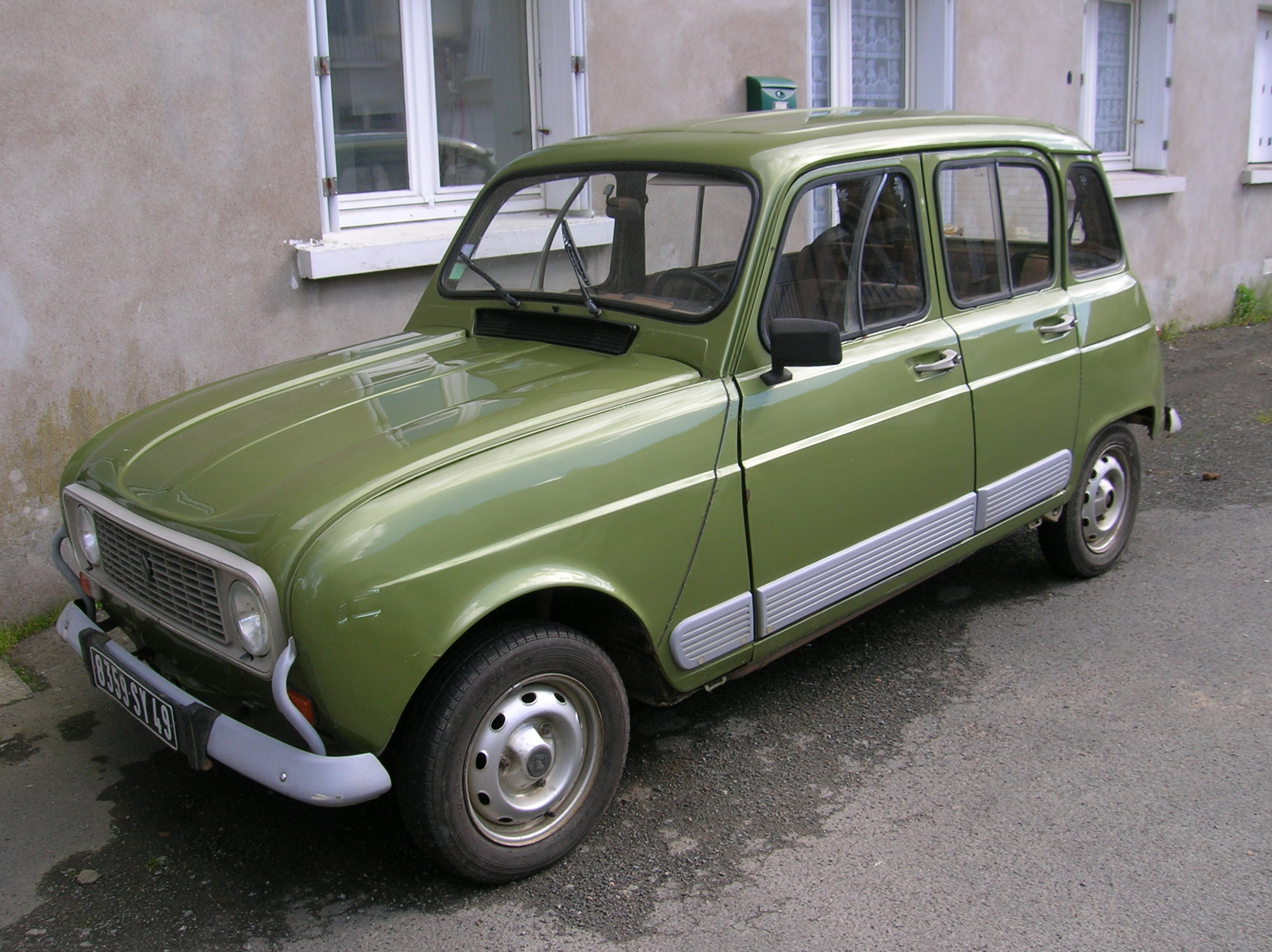
Renault 4 GTL från år 1983.

Modellen har genom åren haft olika motoralternativ:
- 699 cm3 / 28 hk
- 750 cm3 / 32 hk
- 850 cm3 / 34 hk
- 950 cm3 / 34 hk
- 1108 cm3 / 34 hk